# Jean Ier de Nuremberg
Pour les articles homonymes, voir Jean Ier.
Jean Ier (vers 1279 – 1300) est burgrave de Nuremberg de 1297 à sa mort.
Il est le fils aîné du burgrave Frédéric III de Nuremberg et d'Hélène de Saxe. Il succède à son père à sa mort, en 1297, et se montre un allié fidèle de l'empereur Rodolphe Ier.
Il était marié à Agnès de Hesse (* 1277 ; † 1335) depuis 1297. Jusqu'à sa mort, il occupa la charge de burgrave avec son jeune frère Frédéric IV de Nuremberg. Lorsqu'il mourut sans enfant en 1300, son frère cadet Frédéric IV lui succède.